# Witchaven II: Blood Vengeance
Witchaven II: Blood Vengeance est un jeu vidéo de tir à la première personne développé par Capstone Software et édité par Intracorp Entertainment. Il est sorti en 1996 sur DOS.
Il fait suite à Witchaven.

## Accueil
- PC Team : 90 %[2]